# Svinø Sogn
Svinø Sogn er et sogn i Stege-Vordingborg Provsti (Roskilde Stift).
Svinø Kirke blev i 1900 indviet som filialkirke til Køng Kirke. Svinø blev så et kirkedistrikt i Køng Sogn, som hørte til Hammer Herred i Præstø Amt. Køng-Lundby sognekommune inkl. kirkedistriktet blev ved kommunalreformen i 1970 indlemmet i Vordingborg Kommune.
Da kirkedistrikterne blev nedlagt 1. oktober 2010, blev Svinø Kirkedistrikt udskilt som det selvstændige Svinø Sogn.
Stednavne, se Køng Sogn.